# 2220 Hicks
2220 Hicks eller 1975 VB är en asteroid i huvudbältet som upptäcktes den 4 november 1975 av den amerikanske astronomen Eleanor F. Helin vid Palomarobservatoriet. Den är uppkallad efter William B. Hicks.
Asteroiden har en diameter på ungefär 16 kilometer och den tillhör asteroidgruppen Themis.